# 768. pehotni polk (Wehrmacht)
Za druge 768. polke glejte 768. polk.
768. pehotni polk (izvirno nemško Infanterie-Regiment 768) je bil eden izmed pehotnih polkov v sestavi redne nemške kopenske vojske med drugo svetovno vojno.

## Zgodovina
Polk je bil ustanovljen 1. marca 1942 kot polk 19. vala na področju Le Mansa preko AOK 7 iz osebja 332. pehotne divizije; polk je bil dodeljen 377. pehotni diviziji.
15. oktobra 1942 je bil polk preimenovan v 768. grenadirski polk.